# Thermoniphas fontainei
Thermoniphas fontainei is een vlinder uit de familie van de Lycaenidae. De wetenschappelijke naam van de soort is voor het eerst gepubliceerd in 1956 door Henri Stempffer.
De soort komt voor in de regenwouden van Congo-Kinshasa, Oeganda, Tanzania en Zambia.